# Horst Lösche
Horst Lösche (* 19. September 1944) ist ein deutscher Badmintonspieler.

## Karriere
Horst Lösche wurde von 1968 bis 1980 dreizehn Mal deutscher Mannschaftsmeister mit dem 1. BV Mülheim. 1968 gewann er auch die French Open. Bei den deutschen Einzelmeisterschaften siegte er 1969 und 1973.

## Sportliche Erfolge
| Saison    | Veranstaltung                               | Disziplin    | Platz | Name |
| --------- | ------------------------------------------- | ------------ | ----- | --- |
| 1963/1964 | Deutsche Einzelmeisterschaft                | Mixed        | 3     | Horst Lösche / Karin Dittberner (1. BV Mülheim) |
| 1963/1964 | Deutsche Einzelmeisterschaft                | Herrendoppel | 3     | Gerhard Kucki / Horst Lösche (1. BV Mülheim) |
| 1965/1966 | Deutsche Mannschaftsmeisterschaft           | Mannschaft   | 2     | 1. BV Mülheim (Gerd Kucki, Horst Lösche, Klaus Tetenberg, Heinrich Schäfer, Hans-Dietrich Emmers, Heinz Wossowski, Karin Dittberner, Karin Schäfer)                                        |
| 1966/1967 | Deutsche Einzelmeisterschaft                | Herrendoppel | 3     | Gerhard Kucki / Horst Lösche (1. BV Mülheim) |
| 1966/1967 | Deutsche Mannschaftsmeisterschaft           | Mannschaft   | 3     | 1. BV Mülheim (Gerd Kucki, Horst Lösche, Heinrich Schäfer, Heinz Wossowski, Karin Dittberner, Karin Schäfer)                                                                               |
| 1967/1968 | Deutsche Einzelmeisterschaft                | Herrendoppel | 3     | Gerhard Kucki / Horst Lösche (1. BV Mülheim) |
| 1967/1968 | Deutsche Mannschaftsmeisterschaft           | Mannschaft   | 1     | 1. BV Mülheim (Gerd Kucki, Horst Lösche, Heinz-Jürgen Fischer, Heinz Wossowski, Karin Dittberner, Karin Schäfer)                                                                           |
| 1968      | French Open                                 | Herrendoppel | 1     | Horst Lösche / Gerhard Kucki |
| 1968/1969 | Deutsche Mannschaftsmeisterschaft           | Mannschaft   | 1     | 1. BV Mülheim (Gerd Kucki, Horst Lösche, Karl-Heinz Garbers, Heinz Wossowski, Kurt Link, Heinz-Jürgen Fischer, Karin Dittberner, Karin Schäfer)                                            |
| 1968/1969 | Deutsche Einzelmeisterschaft                | Herrendoppel | 1     | Gerhard Kucki / Horst Lösche (1. BV Mülheim) |
| 1968/1969 | Deutsche Einzelmeisterschaft                | Herreneinzel | 2     | Horst Lösche (1. BV Mülheim) |
| 1969/1970 | Deutsche Mannschaftsmeisterschaft           | Mannschaft   | 1     | 1. BV Mülheim (Gerd Kucki, Horst Lösche, Karl-Heinz Garbers, Heinz-Jürgen Fischer, Karin Dittberner, Karin Schäfer)                                                                        |
| 1970/1971 | Deutsche Mannschaftsmeisterschaft           | Mannschaft   | 1     | 1. BV Mülheim (Gerd Kucki, Horst Lösche, Karl-Heinz Garbers, Kurt Link, Karin Dittberner, Karin aus dem Siepen, Karin Schäfers)                                                            |
| 1971/1972 | Deutsche Mannschaftsmeisterschaft           | Mannschaft   | 1     | 1. BV Mülheim (Gerd Kucki, Horst Lösche, Karl-Heinz Garbers, Kurt Link, Werner Oberem, Walter Köhler, Karin Kucki, Karin aus dem Siepen, Antonie Schwabe, Karin Schäfers, Gabriele Lösche) |
| 1972/1973 | Deutsche Einzelmeisterschaft                | Mixed        | 1     | Horst Lösche / Irmgard Latz (1. BV Mülheim / FC Bayer 05 Uerdingen) |
| 1972/1973 | Deutsche Einzelmeisterschaft                | Herrendoppel | 2     | Horst Lösche / Friedhelm Wulff (1. BV Mülheim / VfL Bochum) |
| 1972/1973 | Deutsche Einzelmeisterschaft                | Herreneinzel | 2     | Horst Lösche (1. BV Mülheim) |
| 1972/1973 | Deutsche Mannschaftsmeisterschaft           | Mannschaft   | 1     | 1. BV Mülheim (Gerd Kucki, Horst Lösche, Karl-Heinz Garbers, Kurt Link, Walter Köhler, Karin Kucki, Karin aus dem Siepen, Antonie Schwabe, Karin Schäfers)                                 |
| 1973/1974 | Deutsche Mannschaftsmeisterschaft           | Mannschaft   | 1     | 1. BV Mülheim (Gerd Kucki, Horst Lösche, Karl-Heinz Garbers, Kurt Link, Peter Schwabe, Karin Kucki, Antonie Schwabe, Karin Schäfers)                                                       |
| 1974/1975 | Deutschland: Internationale Meisterschaften | Mixed        | 2     | Horst Lösche / Barbara Beckett (BRD / IRE) |
| 1974/1975 | Deutsche Mannschaftsmeisterschaft           | Mannschaft   | 1     | 1. BV Mülheim (Gerd Kucki, Horst Lösche, Karl-Heinz Garbers, Kurt Link, Karin Kucki, Karin aus dem Siepen, Antonie Schwabe, Karin Schäfers)                                                |
| 1975/1976 | Deutsche Einzelmeisterschaft                | Herrendoppel | 2     | Horst Lösche / Michael Schnaase (1. BV Mülheim) |
| 1975/1976 | Deutsche Mannschaftsmeisterschaft           | Mannschaft   | 1     | 1. BV Mülheim (Gerd Kucki, Michael Schnaase, Horst Lösche, Karl-Heinz Garbers, Kurt Link, Peter Schwabe, Karin Kucki, Marie-Luise Schulta-Jansen, Antonie Schwabe, Karin Schäfers)         |
| 1976/1977 | Deutsche Mannschaftsmeisterschaft           | Mannschaft   | 1     | 1. BV Mülheim (Gerd Kucki, Michael Schnaase, Horst Lösche, Karl-Heinz Garbers, Kurt Link, Karin Kucki, Marie-Luise Schulta, Antonie Schwabe, Karin aus dem Siepen)                         |
| 1977/1978 | Deutsche Einzelmeisterschaft                | Mixed        | 2     | Horst Lösche / Marie Luise Schulta-Jansen (1. BV Mülheim) |
| 1977/1978 | Deutsche Einzelmeisterschaft                | Herrendoppel | 2     | Horst Lösche / Michael Schnaase (1. BV Mülheim) |
| 1977/1978 | Deutsche Mannschaftsmeisterschaft           | Mannschaft   | 1     | 1. BV Mülheim (Gerd Kucki, Michael Schnaase, Horst Lösche, Karl-Heinz Garbers, Kurt Link, Udo Krückels, Karin Kucki, Marie-Luise Schulta-Jansen, Antonie Schwabe)                          |
| 1978/1979 | Deutsche Mannschaftsmeisterschaft           | Mannschaft   | 1     | 1. BV Mülheim (Gerd Kucki, Michael Schnaase, Horst Lösche, Karl-Heinz Garbers, Udo Krückels, Werner Oberem, Karin Kucki, Marie-Luise Schulta-Jansen, Antonie Schwabe)                      |
| 1978/1979 | Deutsche Einzelmeisterschaft                | Mixed        | 2     | Horst Lösche / Karin Kucki (1. BV Mülheim) |
| 1978/1979 | Westdeutsche Einzelmeisterschaft            | Mixed        | 1     | Horst Lösche / Marie-Luise Schulta-Jansen (1. BV Mülheim / 1. BC Beuel) |
| 1979/1980 | Deutsche Mannschaftsmeisterschaft           | Mannschaft   | 1     | 1. BV Mülheim (Gerd Kucki, Michael Schnaase, Horst Lösche, Karl-Heinz Garbers, Udo Krückels, Karin Kucki, Marie-Luise Schulta-Jansen, Antonie Schwabe)                                     |
| 1980/1981 | Deutsche Einzelmeisterschaft                | Mixed        | 1     | Horst Lösche / Vera Martini (1. BV Mülheim / TuS Wiebelskirchen) |
| 1980/1981 | Deutsche Einzelmeisterschaft                | Herrendoppel | 2     | Horst Lösche / Michael Schnaase (1. BV Mülheim) |
| 1981/1982 | Deutsche Mannschaftsmeisterschaft           | Mannschaft   | 3     | 1. BV Mülheim (Gerd Kucki, Karl-Heinz Garbers, Horst Lösche, Michael Schnaase, Udo Krückels, Marie-Luise Schulta-Jansen, Patricia Günther)                                                 |
| 1990/1991 | Deutsche Einzelmeisterschaft O40            | Herrendoppel | 2     | Michael Schnaase / Horst Lösche (SC Union 08 Lüdinghausen / 1. BV Mülheim) |
| 1991/1992 | Deutsche Einzelmeisterschaft O40            | Herrendoppel | 2     | Michael Schnaase / Horst Lösche (SC Union 08 Lüdinghausen / 1. BV Mülheim) |
| 1994/1995 | Deutsche Einzelmeisterschaft O50            | Mixed        | 1     | Horst Lösche / Heidi Menacher (1. BV Mülheim / TSV Neuhausen-Nymphenburg) |
| 1994/1995 | Deutsche Einzelmeisterschaft O45            | Herrendoppel | 1     | Horst Lösche / Michael Schnaase (1. BV Mülheim / SC Union 08 Lüdinghausen) |
| 1995      | Senioren-Europameisterschaft 50+            | Mixed        | 2     | Horst Losche / Heide Menacher (GER) |
| 1995      | Senioren-Europameisterschaft 45+            | Herrendoppel | 1     | Horst Losche / Michael Schnaase (GER) |
| 1995/1996 | Deutsche Einzelmeisterschaft O45            | Herrendoppel | 2     | Horst Lösche (1. BV Mülheim) / Michael Schnaase (Union Lüdinghausen) |
| 1995/1996 | Deutsche Einzelmeisterschaft O50            | Mixed        | 1     | Horst Lösche / Heide Konopatzki (1. BV Mülheim / FT Schweinfurt) |
| 1996/1997 | Deutsche Einzelmeisterschaft O50            | Mixed        | 1     | Horst Lösche / Heide Konopatzki (1. BV Mülheim / FT Schweinfurt) |
| 1997/1998 | Deutsche Einzelmeisterschaft O45            | Herrendoppel | 2     | Michael Schnaase (Union Lüdinghausen) / Horst Lösche (1. BV Mülheim) |
| 1997/1998 | Deutsche Einzelmeisterschaft O45            | Mixed        | 1     | Horst Lösche / Karin Schäfers (1. BV Mülheim / OSC Essen-Werden) |
| 1998/1999 | Deutsche Einzelmeisterschaft O45            | Herrendoppel | 1     | Horst Lösche / Michael Schnaase (1. BV Mülheim / SC Union 08 Lüdinghausen) |
| 1999      | Senioren-Europameisterschaft 50+            | Herrendoppel | 1     | Horst Lösche / Michael Schnaase (GER) |
| 1999      | Senioren-Europameisterschaft 55+            | Mixed        | 3     | Horst Losche / Karin Schäfers (GER) |
| 2001/2002 | Deutsche Einzelmeisterschaft O50            | Herrendoppel | 2     | Horst Lösche / Michael Schnaase (1. BV Mülheim / Union Lüdinghausen) |
| 2001/2002 | Deutsche Einzelmeisterschaft O55            | Mixed        | 1     | Horst Lösche / Karin Schäfers (1. BV Mülheim) |
| 2002      | Senioren-Europameisterschaft 50+            | Herrendoppel | 2     | Horst Lösche / Hans Jürgen Göhler (GER) |
| 2002      | Senioren-Europameisterschaft 55+            | Mixed        | 2     | Horst Lösche / Karin Schäfers (GER) |
| 2003/2004 | Westdeutsche Einzelmeisterschaft O55        | Mixed        | 1     | Horst Lösche / Karin Schäfers (1. BV Mülheim) |
| 2004/2005 | Deutsche Einzelmeisterschaft O55            | Herrendoppel | 3     | Horst Lösche (1. BV Mülheim) / Michael Schnaase (SC Union 08 Lüdinghausen) |
| 2005/2006 | Deutsche Einzelmeisterschaft O55            | Herrendoppel | 3     | Horst Lösche (1. BV Mülheim) / Michael Schnaase (SC Union 08 Lüdinghausen) |